# Pacyna
Pacyna è un comune rurale polacco del distretto di Gostynin, nel voivodato della Masovia.
Ricopre una superficie di 90,85 km² e nel 2004 contava 4 001 abitanti.